# 동경 56도
동경 56도(東經56度)는 본초 자오선에서 동쪽으로 56도 떨어진 경선이다. 북극점에서 시작하여 북극해, 유럽, 아시아, 인도양, 남극해, 남극을 거쳐 남극점에 이른다.
카자흐스탄과 우즈베키스탄의 극서쪽 국경선으로 규정되어 있다.
동경 56도는 서경 124도와 이어져 지구의 둘레를 이룬다.
북극점에서 남극점까지 동경 56도선은 다음 지역을 지나간다.
| 좌표                                                  | 나라, 지역, 해역               | 주석 |
| ----------------------------------------------------- | ------------------------------ | --- |
| 북위 90° 0′ 동경 56° 0′  / 북위 90.000° 동경 56.000°  | 북극해                         | |
| 북위 81° 18′ 동경 56° 0′  / 북위 81.300° 동경 56.000° | 러시아                         | 제믈랴프란차이오시파 제도의 젝소나섬, 솔스베리섬, 참프섬, 알제르섬, 마크클린토카섬                                            |
| 북위 80° 4′ 동경 56° 0′  / 북위 80.067° 동경 56.000°  | 바렌츠해                       | |
| 북위 75° 11′ 동경 56° 0′  / 북위 75.183° 동경 56.000° | 러시아                         | 노바야젬랴섬의 세베르니섬과 유즈니섬                                                                                          |
| 북위 72° 46′ 동경 56° 0′  / 북위 72.767° 동경 56.000° | 카라해                         | |
| 북위 71° 21′ 동경 56° 0′  / 북위 71.350° 동경 56.000° | 러시아                         | 노바야젬랴섬의 유즈니섬 |
| 북위 70° 34′ 동경 56° 0′  / 북위 70.567° 동경 56.000° | 바렌츠해                       | 페초르스키예해 |
| 북위 68° 38′ 동경 56° 0′  / 북위 68.633° 동경 56.000° | 러시아                         | |
| 북위 50° 42′ 동경 56° 0′  / 북위 50.700° 동경 56.000° | 카자흐스탄                     | |
| 북위 45° 0′ 동경 56° 0′  / 북위 45.000° 동경 56.000°  | 카자흐스탄 - 우즈베키스탄 국경 | |
| 북위 41° 19′ 동경 56° 0′  / 북위 41.317° 동경 56.000° | 투르크메니스탄                 | |
| 북위 38° 4′ 동경 56° 0′  / 북위 38.067° 동경 56.000°  | 이란                           | |
| 북위 27° 5′ 동경 56° 0′  / 북위 27.083° 동경 56.000°  | 페르시아만                     | 쿠란 해협 |
| 북위 26° 57′ 동경 56° 0′  / 북위 26.950° 동경 56.000° | 이란                           | 케슘섬 |
| 북위 26° 45′ 동경 56° 0′  / 북위 26.750° 동경 56.000° | 페르시아만                     | 호르무즈 해협 |
| 북위 25° 52′ 동경 56° 0′  / 북위 25.867° 동경 56.000° | 아랍에미리트                   | |
| 북위 24° 58′ 동경 56° 0′  / 북위 24.967° 동경 56.000° | 오만                           | 9 km 정도 |
| 북위 24° 53′ 동경 56° 0′  / 북위 24.883° 동경 56.000° | 아랍에미리트                   | 4 km 정도 |
| 북위 24° 51′ 동경 56° 0′  / 북위 24.850° 동경 56.000° | 오만                           | |
| 북위 24° 7′ 동경 56° 0′  / 북위 24.117° 동경 56.000°  | 아랍에미리트                   | 6 km 정도 |
| 북위 24° 4′ 동경 56° 0′  / 북위 24.067° 동경 56.000°  | 오만                           | |
| 북위 17° 55′ 동경 56° 0′  / 북위 17.917° 동경 56.000° | 인도양                         | 쿠리야무리야만 |
| 북위 17° 31′ 동경 56° 0′  / 북위 17.517° 동경 56.000° | 오만                           | 알할라니야섬 |
| 북위 17° 29′ 동경 56° 0′  / 북위 17.483° 동경 56.000° | 인도양                         | 세이셸 라디뉴섬과 프레가트섬의 바로 동쪽을 지나감 세이셸 코에티비섬의 바로 서쪽을 지나감 프랑스 레위니옹의 바로 동쪽을 지나감 |
| 남위 60° 0′ 동경 56° 0′  / 남위 60.000° 동경 56.000°  | 남극해                         | |
| 남위 66° 10′ 동경 56° 0′  / 남위 66.167° 동경 56.000° | 남극                           | 오스트레일리아령 남극 지역, 오스트레일리아가 영유권을 주장한다.                                                               |

## 같이 보기
- 동경 55도
- 동경 57도